# Túl sokat állító kérdés
A vita argumentációs szakaszában az a cél, hogy megakadályozzuk az álláspontok torzulását. Elfogadott kiindulási pontnak nem tekinthetjük a nem elfogadott premisszákat, illetve a már elfogadottakról nem állíthatjuk, hogy nem elfogadott kiindulási pont. 
Egyik gyakori hiba a "kiindulópont" szabálynál a túl sokat állító kérdés. Ugyanis, amikor a másik fél válaszol rá, nem lehetünk benne biztosak, hogy a kérdés melyik részére érti válaszát, hiszen olyan előfeltevések vannak benne, amelyek alapvetően megkövetelnek egy bizonyos elköteleződést.
Pl.: Akarja-e, hogy Magyarország a NATO tagja legyen, ezzel garantálva az ország biztonságát? 
A kérdés így lenne helyes: Akarja-e, hogy Magyarország a NATO tagja legyen? Ugyanis a folytatás megelőlegezi, hogy a tagság egyenlő az ország biztonságával.